# Skrewdriver
Skrewdriver is een band uit Blackpool (Engeland) die in 1977 werd opgericht na opheffing van de band Tumbling Dice. De frontman van deze band was Ian Stuart Donaldson.
Aanvankelijk was de band niet politiek getint. Muzikale voorbeelden voor Tumbling Dice en Skrewdriver waren The Rolling Stones, The Who, The Sex Pistols en Lynyrd Skynyrd.
Na verloop van tijd en verandering van de oorspronkelijke bezetting ondervond de band een ruk naar rechts. Skrewdriver begon racistische teksten te brengen, zoals White Power, When The Boat Comes In en dergelijke.
Ian Stuart, zanger van de band, had naast Skrewdriver meer projecten. Hij bracht twee platen met ballads uit samen met de gitarist van Skrewdriver, Stigger. Ook met leden van de Ku Klux Klan heeft hij enkele cd's uitgebracht, hij werkte samen met Rough Justice en maakte enkele soloplaten. Stuart was tevens de oprichter van de internationale neonazistische beweging Blood & Honour.
Op 24 september 1993 kwam Ian Stuart om het leven bij een auto-ongeluk.

## Discografie
- All Skrewed Up
- Hail the New Dawn
- Blood & honour
- We've got the power
- White rider
- After the fire
- Warlord
- The strong survive
- Live and kicking
- Freedom what freedom
- Waterloo live '92
- Hail victory
- Undercover
- White power
- Skinhead Girl
- Skinhead
- The Best
- Boots&Braces
- The Complete Studio Edition
- Voice Of Britain
- Patriot
- Slay The Beast